# Epicedio
El epicedio (del griego ἐπικήδειον: Epicedium o Epizedium) es un tipo de poema que lamentaba el fallecimiento de una persona en presencia de ella, al contrario que el treno, composición que es muy parecida pero que se cantaba en su ausencia. Se trata, pues, de un tipo de elegía funeral o planto. Si el poema se escribía luego en una piedra o lápida era llamado epitafio.
Este género poético se originó en la Antigüedad clásica —uno de los poetas que más lo cultivó fue el latino Estacio— pero también se desarrolló en la poesía de épocas posteriores.